# MUSIS
O projeto MUSIS, (Multinational Space-based Imaging System for Surveillance, Reconnaissance and Observation), é um programa de satélites de reconhecimento que envolveu a França, Alemanha, Bélgica, Espanha, Grécia e Itália. Prevê-se que estes países tenha a partir de 2015 uma constelação de satélites para substituir os satélites existentes.